# Eruzione delle pomici di Base
L'eruzione delle pomici di Base (o eruzione di Sarno) è stata un'eruzione pliniana del Monte Somma avvenuta fra 18 000 e 19 000 anni fa.
L'eruzione avvenne dopo un lungo periodo di inattività dopo una probabile eruzione (detta delle "pomici di Codola", 25 100 anni fa, successiva al deposito dell'ignimbrite campana che ha sepolto la Campania sotto una spessa coltre di tufo circa 37 000 anni fa) e colate di lava; segna l'inizio di quello che è considerato il primo periodo di attività del Somma-Vesuvio, o del III periodo del vulcano secondo Henry James Johnston-Lavis. È considerato uno degli eventi che hanno formato la caldera del Monte Somma allungata in direzione est-ovest, portando al collasso totale della struttura con l'eruzione.

## Descrizione
L'indice di esplosività vulcanica dell'eruzione è valutata a 6. L'evento fu colossale: dopo una fase pliniana, una colonna alta 16-17 km – collassata diverse volte con conseguenti surge – viene seguita da diverse eruzioni esplosive e fasi freatomagmatiche, con complessivamente 4,4 km³ di materiale eruttato, il che ne farebbe la maggiore eruzione del vulcano. L'evento si caratterizza da un'eruzione di trachitica e latite, e da un deposito di pomici bianco-grigiastre di dimensioni medie (~2 cm), con ceneri fini e scorie scure delle ricadute dell'evento pliniano, intercalate con ceneri e lapilli dovuti ai surge.
L'evento eruttivo era stato preceduto da 8 000 anni di quiescienza del vulcano; circa 2 000 anni trascorsero prima della successiva eruzione delle pomici Verdoline.

## Datazione
Inizialmente datata a 17 050 ± 140 anni BP con una datazione su paleosuoli soggiacenti l'eruzione, è stata poi datata con la datazione al carbonio-14 a 18 750 ± 420 e 19 170 ± 420 anni BP, datazioni compatibili con la data di 18 300 ± 180 anni BP.